# Rosa odorata
Rosa odorata або Rosa × odorata — вид рослин з родини трояндових (Rosaceae); ендемік Китаю.

## Біоморфологічна характеристика
Кущ вічнозелений або напіввічнозелений, виткий, з довгими повзучими гілками. Гілочки міцні, голі; колючки розсіяні, вигнуті, до 7 мм, міцні, плоскі, поступово звужуються до широкої основи. Листки включно з ніжками 5–10 см; прилистки здебільшого прилягають до ніжки, вільні частини вухоподібні, голі, залозисті на краю або лише біля основи, верхівка загострена; остови й ніжки рідко коротко колючі та залозисто запушені; листочків 5–9, еліптичні, яйцюваті або довгасто-яйцюваті, 2–7 × 1.5–3 см, обидві поверхні голі; основа клиноподібна або майже округла, край притиснуто пилчастий, верхівка гостра або загострена. Квітки поодинокі, або 2 або 3, дуже запашні, 3–10 см у діаметрі. Чашолистків 5, ланцетні. Пелюсток 5, напівподвійні або подвійні, білі або з відтінком рожевого, жовтого або помаранчевого кольору, зворотно-яйцюваті, основа клиноподібна, верхівка виїмчаста. Цинародії червоні, приплюснуто кулясті, рідше грушоподібні, голі. Період цвітіння: червень — вересень.

## Поширення й умови зростання
Ендемік Китаю: Юньнань. Населяє змішані ліси, чагарники на схилах пагорбів, пасовища, трав'янисті схили, узбіччя доріг; на висотах 1400–2700 метрів.